# Energía geotérmica en Chile
Chile representa una de las áreas geotérmicas no desarrolladas más grandes del mundo, con un alto potencial para la generación y desarrollo de las energías renovables en el país. A pesar del buen desempeño económico de Chile a fines de los 80' y 90', la energía geotérmica no se desarrolló y Chile ha sido superado por otros países de América Latina como El Salvador y Costa Rica en términos de desarrollo y tecnología geotérmica. Actualmente, Chile tiene una sola central de energía geotérmica.       
Las primeras exploraciones geotérmicas en Chile fueron realizadas en 1908, por italianos residentes en la ciudad de Antofagasta, pero no fue hasta 1968 que se inició la exploración sistemática en el norte del país. Estas últimas exploraciones ocurrieron en medio de una ola global de investigación y desarrollo de energía geotérmica. Las exploraciones se realizaron luego de un acuerdo entre el Gobierno de Chile y el Programa de las Naciones Unidas para el Desarrollo. La agencia estatal Corfo (Corporación de Fomento de la Producción) creó un comité para dirigir y realizar exploraciones en las regiones del norte de Chile. Estas exploraciones terminaron en 1976 luego de que la dictadura militar encabezada por Augusto Pinochet retirara a Chile del programa de cooperación.
Los altos precios del petróleo, la falta de confiabilidad en las importaciones de gas de Argentina y una demanda de electricidad en continuo crecimiento han llevado a los gobiernos chilenos a promover aún más nuevas fuentes de energía a fines de la década de 1990 y 2000. El nuevo interés en la energía geotérmica resultó en 2000 en la promulgación de la Ley de concesiones geotérmicas que regula la exploración y explotación de recursos geotérmicos.

## Central eléctrica Cerro Pabellón
A 2020, Cerro Pabellón es la única planta de energía geotérmica del país, la primera en Sudamérica, y la planta de mayor altitud de su tipo en el mundo, a 4.500 metros sobre el nivel del mar. La instalación, inaugurada en septiembre de 2017, está ubicada en el desierto de Atacama, en la comuna de Ollagüe de la región de Antofagasta. Está compuesto por dos unidades con una capacidad instalada bruta de 24 MW cada una, para una capacidad total de 48 MW; se construirá una tercera unidad de 33 MW. Podrá producir alrededor de 340 GWh por año una vez que esté en pleno funcionamiento. Cerro Pabellón es propiedad de Geotérmica del Norte, una empresa de riesgo compartido entre Enel Green Power Chile —la unidad local de la empresa italiana Enel— y la empresa estatal chilena de petróleo y gas Enap.

## Exploración y proyectos

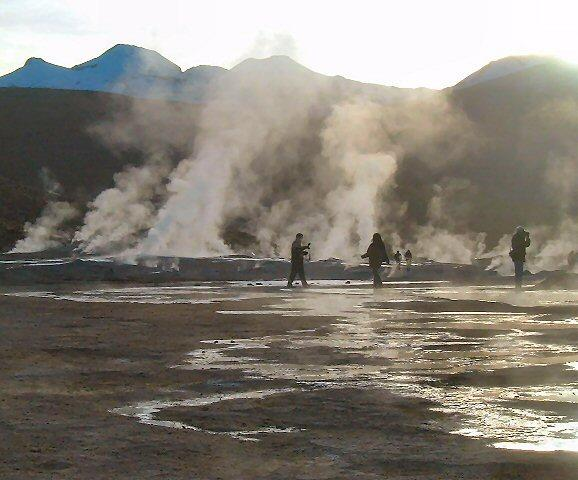
Vista de los Géiseres de El Tatio.

Las principales áreas de actividad geotérmica de Chile se encuentran en los Andes del Norte Grande y en las zonas centro-sur del país. Los sistemas geotérmicos en Chile están asociados con volcanes, por lo que las áreas que carecen de vulcanismo significativo como la Región de Magallanes o Norte Chico tienen una capacidad de producción de energía limitada. Las principales áreas con potencial son, de norte a sur: Puchuldiza, Apacheta, El Tatio-La Torta, Calabozos, Nevados de Chillán y Cordón del Caulle.
En 2005, la Comisión Nacional de Energía (CNE) estaba considerando la puesta en marcha de tres proyectos de 100 MWe en los próximos 10 años, y en 2011 el ministro de Energía, Rodrigo Álvarez Zenteno, dijo que Chile tenía el potencial de producir entre 6.000 y 112.000 megavatios de energía geotérmica.
Un proyecto ubicado en el área de concesión denominada San Gregorio, que está siendo explorado por Geoglobal Energy Chile (GGE), probablemente sea el primer proyecto geotérmico que se complete en Chile. El sitio tiene potencial para 75 MW, y la compañía presentó su EIA en marzo de 2012, con un plan para estar en línea a principios de 2016.

### El Tatio

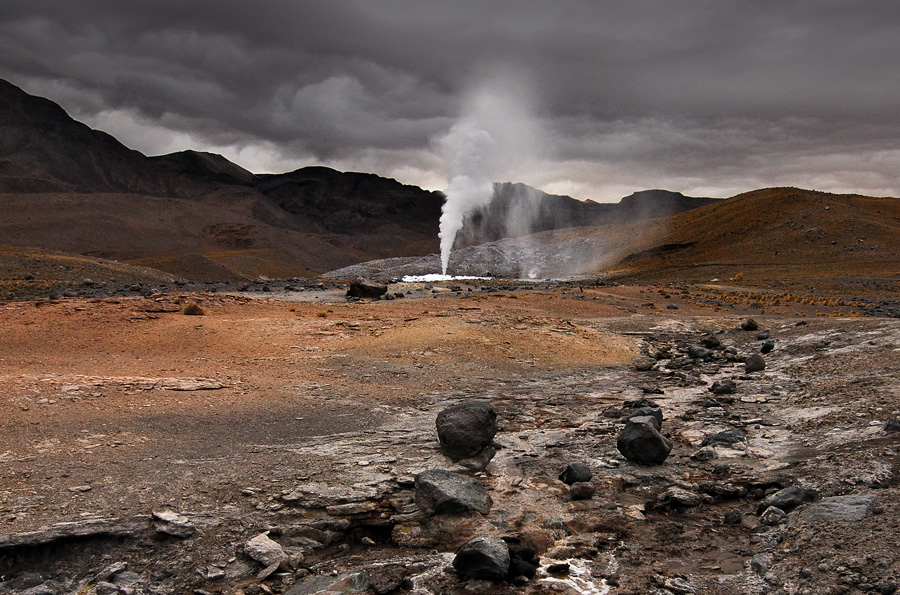
Fumarola artificial de 60 metros de altura, 27 de septiembre de 2009.

En septiembre de 2009, una perforación de prospección fallida para la explotación geotérmica en el pozo Nº 10 (de los años 1960) cerca del área de El Tatio, por el consorcio Geotérmica del Norte -formado por las empresas estatales chilenas de minería Enap y Codelco en asociación con la estatal italiana ENEL- provocó el desarrollo de una fumarola artificial de 60 metros de altura, y la empresa no pudo sellarla durante varias semanas. La erupción de la fumarola fue seguida por fuertes ruidos subterráneos y una disminución notable de todos los géiseres, excepto los más activos, de la zona.
Esto llevó a Corema, la Corporación Ambiental de la región de Antofagasta a paralizar todas las actividades de prospección en la zona el 2 de octubre de 2009. El 4 de octubre Geotérmica del Norte anunció que la fumarola estaba bajo control. El día anterior, un intento fallido de cerrar el pozo provocó fuertes ruidos subterráneos y Carabineros tuvo que evacuar a los turistas y a los manifestantes que se habían congregado en el lugar. La exploración de El Tatio es controvertida, porque el área es una importante atracción turística. El sitio recibe más de 100.000 visitantes al año y es el principal atractivo de la comuna cercana, San Pedro de Atacama.
La alcaldesa de la comuna, Sandra Berma, condenó el impacto ecológico de la operación y ha destacado que los géiseres están en una zona indígena que "nuestra gente pone en valor y [nuestra gente] espectáculo para el mundo".

### Tolhuaca-Curacautín
Desde 2007 la empresa chilena de capital estadounidense Geotermia del Pacífico está explorando una concesión cerca de la ciudad de Curacautín para construir una central geotérmica con el apoyo de Corfo. Los estudios de Geotermia del Pacífico muestran que dos campos geotérmicos cerca de Curacautín podrían usarse para la producción de energía con una capacidad combinada de abastecer a 36.000 hogares en 2010. Una de las áreas geotérmicas a desarrollar se ubica cerca de las termas de Tolhuaca y la otra en las termas de Río Blanco.

## Ley de Concesiones Geotérmicas
La Ley de concesiones geotérmicas es una ley chilena que regula la energía geotérmica desde 2000. La ley trata sobre concesiones geotérmicas, licitaciones, seguridad, relaciones de propiedad el rol del Estado en relación con la energía geotérmica. Se establece que cualquier persona chilena o jurídica establecida de acuerdo con las leyes chilenas podrá solicitar o participar en una licitación para una concesión geotérmica.
Según la ley, la propiedad superficial y los derechos de explotación son distintos. Los derechos de concesión se dividen en exploración y explotación, y se establece la geometría general de las concesiones. La ley no se ocupa del uso de agua geotérmica para fines turísticos o de salud. La ley Nº 19.657 fue publicada en el Diario Oficial el 7 de enero de 2000.